# Velarifictorus bulbosus
Velarifictorus bulbosus är en insektsart som beskrevs av Sigfrid Ingrisch 1998. Velarifictorus bulbosus ingår i släktet Velarifictorus och familjen syrsor. Inga underarter finns listade i Catalogue of Life.